# كريستيان هاينريش
كريستيان هاينريش (بالألمانية: Christian Heinrich)‏ (13 يناير 1996 - ) هو لاعب كرة قدم ألماني في مركز قلب الدفاع. لعب مع SG Sonnenhof Großaspach ‏ وSGV Freiberg ‏.

## وصلات خارجية
- كريستيان هاينريش على موقع قاعدة بيانات كرة القدم.إي يو (الإنجليزية)
- كريستيان هاينريش على موقع عالم كرة القدم.نت (الإنجليزية)